# Perspolisiha

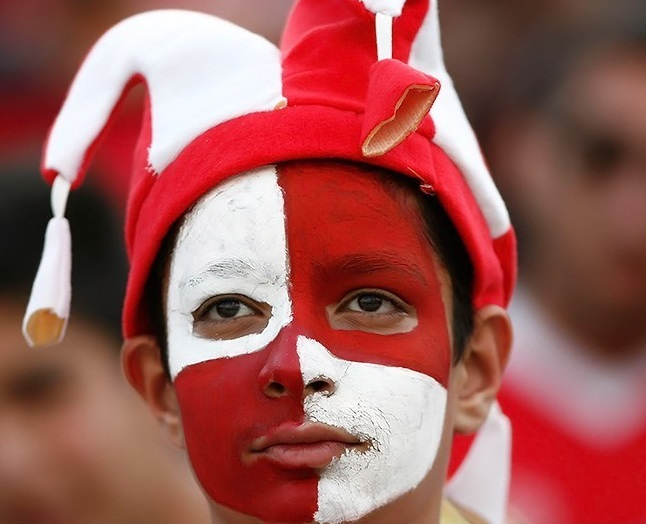

Perspolisiha (Persepolisiha) – (Perspolisi) nazwa kibiców klubu Persepolis FC. Persepolis Football Club (pers. ‏باشگاه فوتبال پرسپولیس‎) – irański klub piłkarski z siedzibą w Teheranie. Założony został w grudniu 1963 roku. Obecnie uczestniczy w rozgrywkach Iran Pro League.

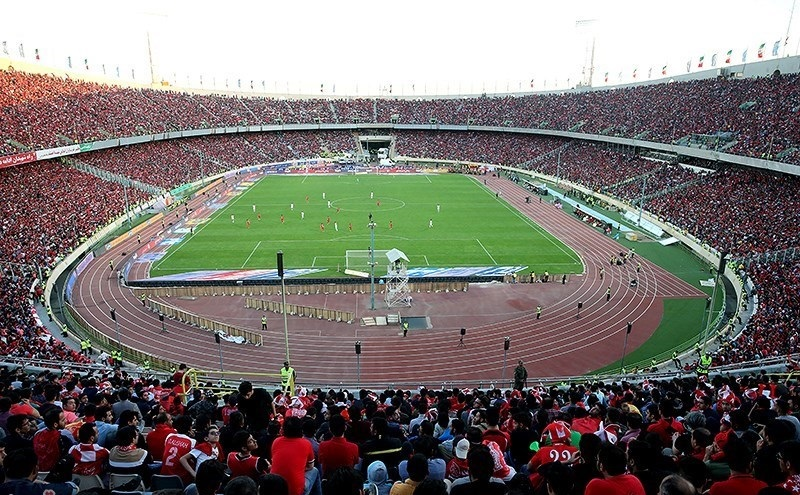
Azadi

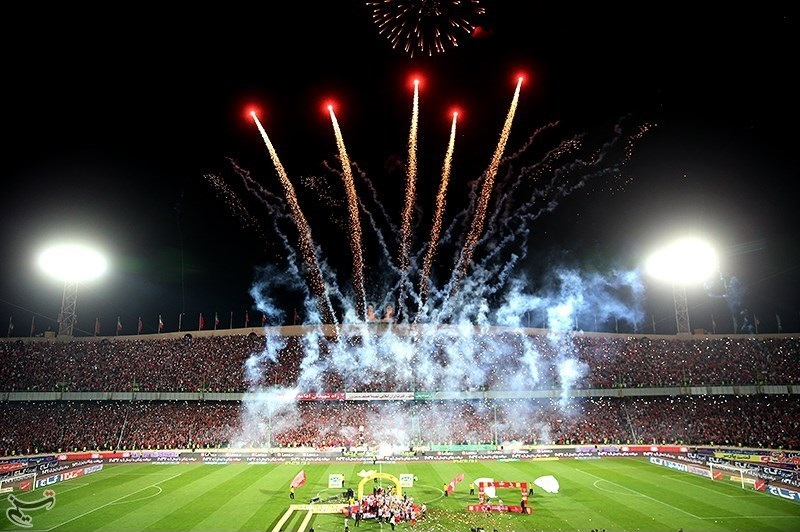

Persepolis jest najbardziej utytułowanym klubem w Iranie. Jest ośmiokrotnym mistrzem kraju, siedem razy rozgrywki ligowe kończył na drugiej pozycji.
Swoje mecze domowe Persepolis rozgrywa na stadionie Azadi, który mieści 100 000 kibiców. Persepolis został założony w roku 1963 przez boksera Alego Abdeha. Pierwsze mistrzostwo kraju zespół zdobył dziesięć lat później, w sezonie 1973/1974. Od tego czasu jeszcze siedmiokrotnie wygrywał rozgrywki ligowe. W roku 1991 klub wygrał Azjatycki Puchar Zdobywców Pucharów.